# Аньхуа
Аньхуа́ (кит. упр. 安化, пиньинь Ānhuà) — уезд городского округа Иян провинции Хунань (КНР).

## История
Уезд Аньхуа был выделен из уезда Иян в 1072 году во времена империи Сун.
После образования КНР в 1949 году был создан Специальный район Иян (益阳专区), и уезд вошёл в его состав. 16 февраля 1952 года южная часть уезда была передана в состав нового уезда Ланьтянь. В ноябре 1952 года Специальный район Иян был расформирован, и уезд перешёл в состав Специального района Чандэ (常德专区). В декабре 1962 года Специальный район Иян был воссоздан, и уезд вернулся в его состав. В 1970 году Специальный район Иян был переименован в Округ Иян (益阳地区).
Постановлением Госсовета КНР от 7 апреля 1994 года округ Иян был преобразован в городской округ.

## Административное деление
Уезд делится на 18 посёлков и 5 волостей.